# Babak Rafati
Babak Rafati, per. بابک رفعتی (ur. 28 maja 1970) – niemiecki sędzia piłkarski irańskiego pochodzenia.
Do listopada 2011 sędziował 84 spotkania w najwyższej klasie rozgrywkowej w Niemczech.

## Próba samobójcza
Rafati miał 19 listopada 2011 roku sędziować mecz pomiędzy 1. FC Köln i 1. FSV Mainz 05, ale nie dotarł, a mecz został odwołany, gdyż nie znaleziono zastępcy. Znaleziono go później na podłodze w pokoju hotelowym, po próbie samobójstwa.